# Johann Wenzel Lembert
Johann Wenzel Lembert, eigentlich Wenzel Treml (* 21. März 1779 in Prag; † 4. Juli 1851 in Mödling) war ein österreichischer Dramatiker und Hofschauspieler.

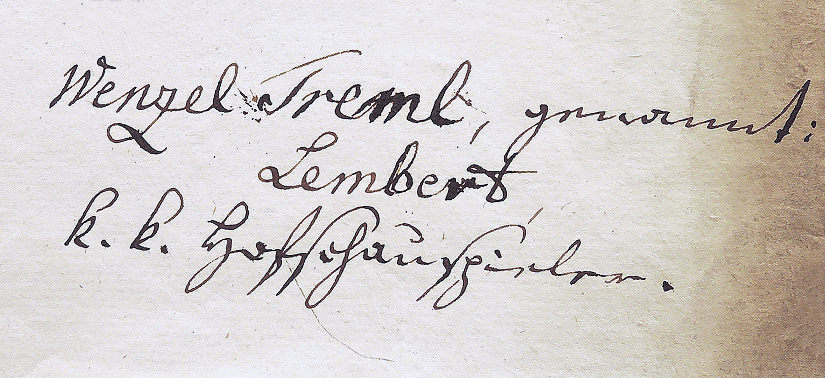
Wenzel Tremls Unterschrift mit seinem Künstlernamen Lembert

## Leben
Wenzel Treml begann an der Karls-Universität Prag das Studium der Jurisprudenz, das er allerdings abbrach, um sich ganz der Bühne zu widmen. Im Jahre 1800 schloss er sich unter dem Namen Johann Wenzel Lembert einer Wanderschauspieler-Truppe an. Seine erste Rolle spielte er in Annaberg-Buchholz im Erzgebirge, wo er in dem Lustspiel Armuth und Edelsinn debütierte. Nach einigen Jahren auf kleinen Provinzbühnen lernte er in Stettin die damals berühmte Schauspielerin Friederike Bethmann-Unzelmann (1760–1815) kennen, die ihn aufforderte, sein Talent auszubilden und sich um ein Engagement an einem größeren Theater umzusehen. Auf Grund ihrer Protektion wurde Lembert 1805 am Theater auf dem Lincke’schen Bad engagiert und von dort 1807 an das königliche Hoftheater zu Stuttgart berufen. Dort entdeckte ihn und seine Frau im Jahre 1817 der k. k. Hoftheatersekretär Joseph Schreyvogel und brachte Lembert an das Wiener Hoftheater und seine Gattin als Opernsängerin an das Theater am Kärntnertor.
Lemberts erste Rolle in Wien war die des Philipp Brock in Ernst Raupachs Vormund und Mündel und er erhielt eine lebenslange Anstellung. Bis 1833 spielte er selbst und wurde anschließend an dieser Bühne Oberinspizient. Zu dieser Zeit war er auch schon ein bekannter und beliebter Bühnenautor, der sowohl einige gern gespielte Stücke, als auch theoretische Werke über die Theaterarbeit verfasste.
Ab 1836 gab Lembert das Unterhaltungsblatt Der Telegraph, österreichisches Conversationsblatt für Kunst, Literatur, Theater, Tagesbegebenheiten, Industrie- und Fabrikwesen heraus, seit 1838 unter dem Titel Der Wiener Telegraph.

## Werke (Auszug)
Theaterstücke:
- König Stanislaus oder List und Liebe (1812), Lustspiel nach Alexandre-Vincent Pineux Duval
- Ränke und Schwänke (1813), Lustspiel
- Der Trauring (1813), Schauspiel
- Der Dichter und der Schauspieler oder Das Lustspiel im Lustspiel (1813), Lustspiel nach Emmanuel Dupaty
- Der Papa und sein Söhnchen (1813), Lustspiel
- Die Brautwahl (1821), Lustspiel nach Louis-Benoît Picard
- Das öffentliche Geheimnis. Lustspiel nach dem Spanischen von Calderon (1820)[1]
- Dreißig Jahre aus dem Leben eines Spielers (1827), Melodrama nach Trente ans, ou la vie d’un joueur von Victor Henri Joseph Brahain Ducange[2]

Schriften:
- Taschenbuch für Schauspieler und Schauspielerfreunde (1816–1823), eine Schriftserie gemeinsam mit Carl Carl
- Historische Skizze des k. k. Hoftheaters in Wien, mit besonderer Berücksichtigung des Deutschen Schauspiels (1833)